# معركة أكتيوم
معركة أكتيوم كانت معركة حاسمة في آخر حروب الجمهورية الرومانية. وكانت بين جيوش أوكتافيان(الذي أصبح في ما بعد أغسطس قيصر أول أباطرة روما) وجيوش مارك أنطوني وكليوباترا السابعة ملكة مصر. وقعت هذه المعركة البحرية في 2 سبتمبر العام 31 ق.م.، وكانت ساحة القتال البحر الأيوني، قرب المستعمرة الرومانية أكتيوم في اليونان.
كانت قوات أوكتافيان بقيادة ماركوس فيبسانيوس أجريبا والذي كان وزيراً في عهد أوكتافيان في حين كان مارك أنطوني يقود قواته وقوات كليوباترا السابعة.

## أسباب المعركة
هذه قصة ولادة الإمبراطورية الرومانية، بعد الفوضى التي عمت إثر اغتيال يوليوس قيصر. وجد اثنان من الرجال الأقوياء أنفسهما يتصارعان فيما بينهما على الحكم في روما، ماركوس أنطونيوس السيناتور والشاب الطموح أوكتافيوس من جهة أخرى.
بعد ثلاثة عشر عامًا حان وقت مواجهتهما الأخيرة في معركة أكتيوم التي سُجلت كواحدة من أهم المنعطفات التاريخية، بعد حرب أهلية طويلة ودموية خرج يوليوس قيصر القائد الروماني الكبير منتصرًا ومتمنيًا عودة السلام أخيرًا إلى روما فخابت تمنياته. ما إن خرج من اجتماع لمجلس الشيوخ حتى تعرض للطعن المميت على يد أربعين من زملاءه الأعضاء في مجلس الشيوخ، ثم أعلن القتلة بزعامة (بروتوس) و (كاسيوس) اللذان كانا يومًا من أصدقاء قيصر، أعلنوا فورًا أن هذه العملية كانت انتصارًا للحرية على الطغيان.
بعد ساعات من دفنه عمت الاضطرابات في المدينة التي يسكنها أكثر من مليون شخص، ضحت روما في خطر لوقوعها أسيرة الفوضى، إنطلق ماركوس أنطونيوس صديق القيصر الحميم والذي يليه في القيادة لوقف أعمال الشغب ثم حمل عباءته فوق رأس القيصر ودعا للانتقام، حيث نجح أُجبر قتلة القيصر على الهرب من روما، تسلم ماركوس أنطونيوس زمام الحكم بأكمله في روما، كان يتوقع أن تمنحه وصية القيصر السلطة والشهرة اللتين يحتاجهما كي يتمكن من الحكم، ولكن عند قراءة الوصية على مسامع مواطني روما لاحظ ماركوس أنطونيوس أن غالبية أملاك القيصر كما والأهم من ذلك لقبه لم تُترك له بل إلى قريب له مغمور ولا يبلغ من العمر ثمانية عشر عامًا هو «جايوس أوكتافيوس».
أصبح أوكتافيوس الآن ابن القيصر بالتبني. ووصلت الأنباء إلى أبولونيا حيث كان «أوكتافيوس» يتدرب مع القوات القيصرية، رغم أن الميراث كان مفاجئة فعلية له. إلا أن «أوكتافيوس» الشاب تصرف بسرعة هائلة وحسم أمره للعودة إلى روما كي يطالب بميراثه الكبير. فإنطلق يبحر نحو إيطاليا وبعد أسبوع من ذلك رست سفينته سرًا في ميناء شرق روما.
لم يكن أنطونيوس منزعجًا لوصول أوكتافيوس فقد كان يكبر أوكتافيوس بعشرين عامًا وهو عضو ناجح في مجلس الشيوخ. كانت ملامح أنطونيوس توحي بالشهامة والنبل، وكانت جبهته عريضة وكان طويل الأنف - ما منح شكله شيئاً من الرجولة.
جاءت المواجهة حتمية في حديقة بومباي حين وجد «أوكتافيوس» نفسه يعامل بشيء من الرعاية من قبل أنطونيوس، كان أنطونيوس في بداية الأمر يميل إلى الإستخفاف بأوكتافيوس وبذل كل ما بوسعه لإهانته فعامله على أنه مجرد طفل.
بعد استياءه من هذه المعاملة لجأ أوكتافيوس إلى مواطني روما الأكثر صلابة، وطلب الدعم بسرعة من أعضاء مجلس الشيوخ الذين كانوا يعارضون أنطونيوس. وبتصرف مشحون بالمعاني السياسية غير إسمه ليصبح «يوليوس قيصر أوكتافيوس» - حتى أنه أصدر قطعة نقدية تجمع بين رأسه ورأس يوليوس وكتب عليها القيصر وابن القيصر.
أساء ذلك ضمنًا لسيطرة أنطونيوس على روما ولم يعد هناك من شك بأنه قد استخف بعقلية ذلك الشاب. عمل على استعادة قدره فقرر أنطونيوس الخروج مع فرقه المخلصة لمواجهة قتلة القيصر في شمال إيطاليا، ولكنها كانت أوقاتًا عصيبة لا يمكن لأنطونيوس أن يغادر فيها روما.
انتهز أوكتافيوس فرصة وجود خلافات حادة بين أعضاء مجلس الشيوخ نتيجة تورط الكثيرين في مقتل سلفه، وبدأ يحشد الدعم والمؤن. وتمكن من إقناع ما يكفي من أعضاء مجلس الشيوخ بأن أطماع أنطونيوس السياسية تشكل خطرًا على أمنهم.
منحه مجلس الشيوخ السلطة باستخدام القوة ضد أنطونيوس. وهكذا استخدم أوكتافيوس ثروات القيصر الطائلة واشترى لنفسه جيشًا. عندما التقى المتنافسان على السلطة في «موديرما» شمال إيطاليا بدأت المعركة، إلا أن جيوش أنطونيوس لم تكن ترغب بمقاتلة رفاقهم في الجيش الروماني؛ فتحولت المعركة إلى هزيمة لحقت بأنطونيوس. ومع هذا كان أنطونيوس لا يزال يشكل قوة هائلة. ولاحظ الفريقان أنهما فقط بالعمل معًا يمكن أن يحولا دون وقوع حرب أهلية أخرى.
فإتفقا على جمع قواتهما وتجميع تحالفهما بين ليلة وضحاها ظهرت لوائح لمعارضيهما تزيد على أربعمائة سيناتور وألفي مالك للأراضي على طول روما وعرضها. كل من ظهر اسمه على اللائحة كان محكومًا بالموت، لم يكن هنا إستئناف ولا محاكمات تم مصادرة جميع ممتلكاتهم.
وحدهم الذين رأوا اللائحة قبل وصول الوحدات إليهم سارعوا إلى بيوتهم للانتحار فهكذا فقط يمكنهم الاحتفاظ بممتلكاتهم لأولادهم، وساد السلام في روما بعد أن قتل أعدائها المباشرون، بعد أن أصبح قتلة القيصر يمثلون التهديد الوحيد للقوة الديكتاتورية الجديدة خرج أنطونيوس وأوكتافيوس من المدينة على رأس جيش بلغ عدده مئات الآلاف من الجنود كانوا مصممين على النيل من بروتوس وكاسيوس، فعثروا عليهما في خراج بلدة فيليب الصغيرة، حُسمت المعركة.
عندما حشد أنطونيوس قواته وسحق آخر مؤيدي الجمهورية القديمة، بعد أن تمكن تحالفهما من تحقيق أهدافه إتفق أوكتافيوس وأنطونيوس على تقسيم الجمهورية إلى جزئين يجعل أنطونيوس من أثينا عاصمة له فيسيطر على المستعمرات الشرقية في حين يسيطر أوكتافيوس على المستعمرات الغربية ومدينة روما، مع وصول أوكتافيوس إلى روما أمل أبنائها بأن يعم السلام أخيرًا هناك بعد أن تنسى المدينة عملية قتل القيصر.
إلا أن العاصفة التي هبت بين أوكتافيوس وأنطونيوس منذ قراءة وصية يوليوس قيصر كانت على وشك الانفجار، وقد جاءت الشرارة الأولى من حضارة مصر القديمة وملكتها اللامعة والطموحة «كليوباترا السابعة» التي كانت يومًا خليلة ليوليوس قيصر، أما اليوم فقد أصبحت حاكمة ناجحة بأمر من نفسها.
كان لشخصية كليوپاترا جاذبية كبيرة، كانت من سلالة اليونانيين الذين غزوا مصر فكانت نيران الإسكندر الأكبر تشتعل في شرايينها، تحولت مصر إلى صومعة غلال كبيرة للرومان، فقد كان النيل بمياهه العذبة وضفافه الخصبة يطعم مستعمرات روما الشاسعة، وقد تمكن المصريون قبل بضعة قرون من تطوير سبل الري ما جعل منها مصدر الغذاء في العالم، طالما بقي قادة مصر تحت سلطة الرومان كانت روما تشعر بالأمان، أما اليوم فقد جلس الأمير الصغير «قيصريون» ابن كليوباترا من يوليوس قيصر إلى جانبها على عرش مصر.
من خلال قيصريون كانت تطالب بلقب وسلطة القيصر، طالما بقيت كليوباترا على قيد الحياة كان هناك تهديد جدي لسلطات أنطونيوس وأوكتافيوس في أثينا وروما على التوالي، وجد أنطونيوس فرصة سانحة لإستخدام كليوباترا في مصلحته فالتقيا في مركب وكان لهذا اللقاء أثر كبير في عالم الرومان، وجدت كليوباترا نفسها تنشئ سلالة إغريقية رومانية جديدة تعيد فيها بناء إمبراطورية الإسكندر الأكبر، اعتقد أنطونيوس أن علاقته مع كليوباترا ستمنحه قوة أكبر للمطالبة بلقب وسلالة القيصر فقام بتوزيع أراضي رومانية كانت تحت سيطرته إلي كليوباترا وأولادها فيما يعرف ب الهبات السكندرية التي كانت بمثابة القشة التي قسمت ظهر البعير.

### حملة اوكتاڤيوس الإعلامية
في روما فكان اوكتاڤيوس يستخدم تحالف أنطونيوس الجديد كذريعة لإعلان الحرب، فبادر بالسعي لإزالة الدعم عن أنطونيوس عبر حملة إعلامية أثيمة عززت خوف روما القديم من مصر، وادعى بأن مصر كانت بلادًا للشعوذة والسحر الأسود حيث يُقدم البشر قربانًا وتتم أفعال يعجز اللسان عن شرحها، أوقف مباريات في ملاعب حاشدة ليكيل التهم لأنداده، واستخدم أهم الشعراء المعاصرين لتكوين صورة عن ماركوس أنطونيوس وكأنه هرقل مهزوم والمحارب الذي أذلته الهزيمة الساحقة وحرمته من إنسانيته ومن روحه، كان أوكتافيوس يقود أنجح حملة سياسية وإعلامية في التاريخ، بعد أسابيع كانت حشود الناس تدعوه لإعلان الحرب على مصر، أُجبر مؤيدو أنطونيوس في مجلس الشيوخ على الرحيل رغم أنهم كانوا يشكلون ما يزيد عن نصف المقاعد، رغم النجاح الباهر الذي حققته الحملة الإعلامية ما كان أوكتافيوس ليخاطر بحرب على الأراضي الإيطالية فأراد أن يقاتل أنطونيوس في منطقة يختارها بنفسه.

## الأسطولان

### أسطول اوكتاڤيوس
اوكتاڤيوس كان بحاجة إلى أسطول يتناسب مع أسطول أنطونيوس وكليوباترا، سنوات الحرب الأهلية وهجمات القراصنة حرمت روما من بحريتها الفعالة، لتخطي ذلك استخدم أوكتافيوس بحيرة بركانية محمية خارج ناپولي.
بما أنها منطقة آمنة من الهجمات بدأ فيها بإنشاء أسطوله الكبير، وما إن ينتهي من بناء السفن وتدريب طواقمها حتى ينزلها عبر قناة تفصلها عن البحر بأقل من نصف ميل واحد، في هذه الأثناء كان آلاف الرجال في الإسكندرية وأثينا ينكبون على العمل الجاد، كان أنطونيوس وكيلوباترا يجهزان بناء جيوشهما وأساطيلهما الخاصة أيضًا.

### أسطول أنطونيوس وكليوپاترا
وكانت مصر في هذا الحين تعرف بأنها صاحبة واحد من أهم حضارات بناء السفن. وكانت سفن كليوپاترا وماركوس أنطونيوس في معظمها خماسية المجاديف quinquereme ضخمة، وقوادس galleys ضخمة بناطحات هائلة تزن كل ناطحة نحو 3 أطنان. مقدمات القوادس كانت مصفحة بصفائح البرونز وأجذاع شجر مقطعة بشكل مربع، مما يجعل من الصعوبة أن تنطحهم بنجاح ناطحات مشابهة.
توافق ذلك مع القوة الرومانية لأنطونيوس التي بلغت تسعين ألف رجل ما جعلهما يثقان بالنصر الأكيد، حصل هذا قبل عامين من المواجهة النهائية بين الطرفين في شهر مجاعة البحر، كان أنطونيوس قد ثبت قاعدة له في بلدة صغيرة تعرف أكتيوم، مخبرو أوكتافيوس أخبروه بالأمر فجعل قواته ترسو في أعالي الشواطئ محققًا بذلك أول هدف له فقد حاصر أنطونيوس.

## المعركة

نسق الاشتباك

التقى الأسطولان خارج خليج أكتيوم، صباح 2 سبتمبر، 31 ق.م.، وكان ماركوس أنطونيوس يقود 230 سفينة حربية خلال المضايق متجهاً للبحر الواسع، وهناك قابل أسطول اوكتاڤيوس، يقوده الأدميرال أگريپـّا، لسوء حظ أنطونيوس، فالعديد من سفنه كان ينقصها الرجال بسبب تفشي شديد للملاريا بين قواته بينما كان ينتظر وصول أسطول اوكتاڤيوس، وقد مات العديد من المجدفين حتى قبل بدء المعركة، مما جعل تلك السفن غير قادرة على تنفيذ التكتيك الذي صـُمموا من أجله: النطح رأساً، بقوة، وقد عانت الروح المعنوية لقواته من قطع خطوط الإمداد، وقد قام أنطونيوس بإحراق السفن التي لم يعد يستطع توفير الرجال لها، وجمع باقي السفن بالقرب من بعضها البعض.
تكون أسطول اوكتاڤيوس بدرجة كبيرة من سفن ليبورنية أصغر، وكاملة القوات، ومسلحة بطواقم على قدر عالٍ من التدريب والراحة، سفنه كانت أيضاً أخف ويمكنها حماية نفسها بقدرتها الأعلى على المناورة حول السفن خماسية المجاديف في معركة بحرية رومانية، حيث أحد الأهداف نطح سفينة العدو وفي نفس الوقت قتل الطواقم على سطح تلك السفينة بزخات من الأسهم وصخور منجنيق كبيرة بدرجة كافية لفصم رأس عدو، قبل المعركة، فر قائداً من جيش ماركوس أنطونيوس اسمه دليوس إلى اوكتاڤيوس وأخذ معه خطط أنطونيوس للمعركة، أنطونيوس كان يأمل في استخدام أكبر سفنه لصد جناح أگريپـّا من جهة الشـَمال على النهاية الشمالية لـِخـَطـِّه، إلا أن كامل أسطول اوكتافيوس بقي بحذر خارج مرمي أنطونيوس، وبعـد منتصف النهار، اُجبـِر أنطونيوس لأن يمد خطوطه خارج نطاق حماية الساحل، لكي يشتبك معه.
وما أن رأى أن سير المعركة يسير في غير صالح أنطونيوس، حتى إنسحب أسطول كليوپاترا إلى عرض البحر بدون مشاركة، وقد إنسحب ماركوس أنطونيوس إلى سفينة أصغر ومعه العلم ونجح في الفرار من المعركة، آخذاً معه بعض السفن كمرافقين لكسر خطوط حصار اوكتاڤيوس. أما السفن الباقية، فلم يكونوا بنفس الحظ: فأسطول اوكتاڤيوس أمسك ببعضهم وأغرق الباقي.
نظرية أخرى عن المعركة تقترح أن أنطونيوس كان محاطاً به ولم يكن لديه مفر، لذا فقد جمع أنطونيوس سفنه حوله في تشكيل يشبه حدوة الحصان، باقياً بالقرب من الساحل للأمان، فلو حاولت سفن اوكتاڤيوس الاقتراب من سفن أنطونيوس، فالبحر سوف يجرفهم إلى الشاطئ، وقد يكون أنطونيوس قد عرف أنه لن يستطيع هزيمة قوات اوكتاڤيوس، ولذلك فقد بقي هو وكليوپاترا في مؤخرة التشكيلات، لاحقاً، فقد أرسل أنطونيوس بسفن الجزء الشمالي من التشكيلات لتهاجم، فقد أمرهم بالتحرك للخارج شمالاً، مما نشر سفن اوكتاڤيوس التي كانت حتى ذلك الحين ملتصقة ببعضها البعض، ثم أرسل گايوس سوسيوس إلى الجنوب لينشر السفن الباقية جنوباً، هذا الفعل خلق فجوة في قلب تشكيل اوكتافيوس. اغتنم أنطونيوس الفرصة وأسرع هو كليوپاترا على سفينتين مختلفتين، خلال الثغرة وهربا، تاركين خلفهما كامل أسطوليهما.

## تبعات المعركة

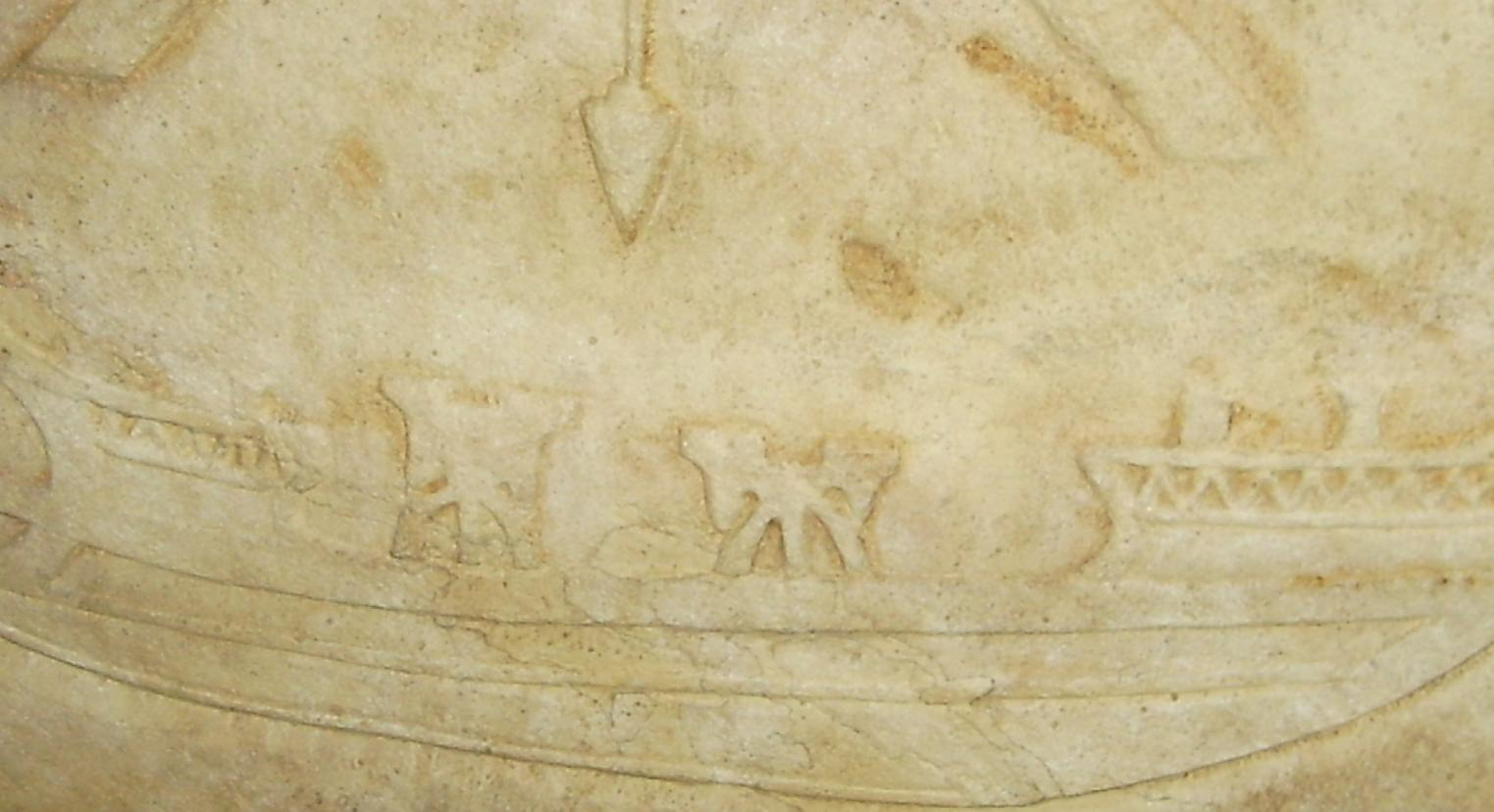
منجنيق نبلي Ballista على سفينة حربية رومانية.

التبعات السياسية لهذه المعركة البحرية كانت هائلة. فنتيجة لفقدان أسطوله، فجيش مارك أنطونيو، الذي بدأ كندٍ مساوٍ لجيش أوكتاڤيان، هجره جنوده بأعداد غفيرة. فقد خسر أنطونيو 19 فيلق مشاة و12,000 من الفرسان تحت جنح الظلام قبل أن تتاح له فرصة ملاقاة أوكتاڤيان على الأرض. وبالرغم من نصر في الإسكندرية في 31 يوليو 30 ق.م.، فقد استمرت أعداد متزايدة من الجنود في الفرار من جيوش مارك أنطونيو، الأمر الذي تركه بدون قوة فعالة لقتال اوكتاڤيان. ماركوس أنطونيوس حاول بعد ذلك لأن يهرب من المعركة. وفي اختراق لخطوط اتصالاته، فقد دس أعداؤه رسالة كاذبة مفادها إلقاء القبض على كليوپاترا، ولذلك فقد انتحر.
سمعت كليوپاترا بأخبار أنطونيو، وبدلاً من المخاطرة بالسقوط في أيدي اوكتاڤيان، فقد انتحرت، في 12 أغسطس، 30 ق.م.. فقد تركت صل مصري سام ليعضها، وكان مخبأ لها في سلة تين. أما اوكتاڤيان فقد قتل قيصريون لاحقاً في ذلك العام، ليبقى هو 'الابن' الوحيد ليوليوس قيصر.
وبذلك، فقد أمـّن انتصار اوكتاڤيان في معركة أكتيوم سيطرة مطلقة لا منازع فيه على كافة الممتلكات الرومانية في البحر المتوسط; وأصبح «المواطن الأول» بروما. وقد مكنه هذا النصر من استجماع سلطاته على كافة مؤسسات الإدارة الرومانية، ك «أغسطس قيصر»، مشيراً إلى انتقال روما من الجمهورية إلى الامبراطورية. الاستسلام النهائي لمصر ووفاة كليوپاترا أيضاً، للعديد من المؤرخين، أشارا إلى نهاية كل من العصر الهلنستي والمملكة البطلمية.
تخليداً لذكرى انتصاره على ماركوس أنطونيوس، فقد أرسى أغسطس قيصر العيد الروماني أكتيا. وكذلك فقد شيد أغسطس قيصر نصباً فوق موقع المعركة، ضم ناطحات برونزية اُخذت من السفن المهزومة. المغارز الباقية في الحجر تدل على الحجم الهائل لتلك الناطحات.

## وصلات خارجية
- مشروع أكتيوم
- معركة أكتيوم البحرية
- Cassius Dio، Roman History، Book 50